# Blåskimmel
 Ikke at forveksle med Blåskimmelost.
En blåskimmel er en hest eller pony, der har en skimlet
Blåskimmel ligner lidt gråskimmel. Der findes mange hesteracer med den farve fx, araber, shetlænder, fuldblodsheste m.v.